# Toyoake
Toyoake (jap. 豊明市 Toyoake-shi) – miasto w Japonii, w prefekturze Aichi, na wyspie Honsiu, w okręgu przemysłowym Chūkyō, na południowy wschód od Nagoi.

## Położenie

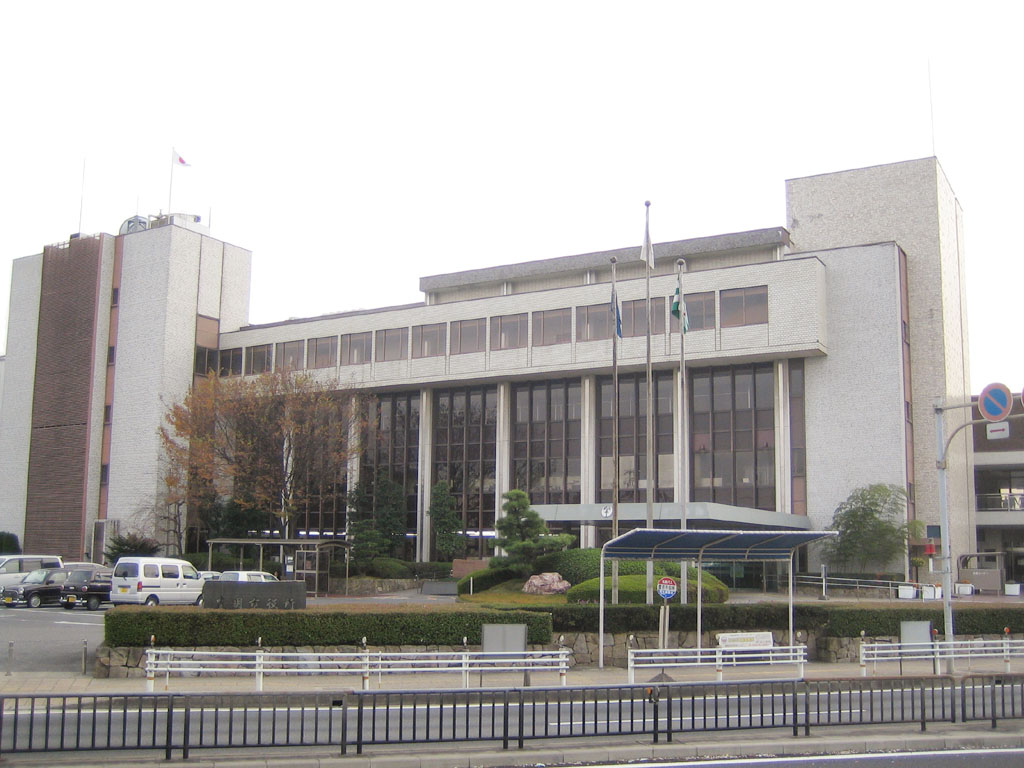
Toyoake Urząd Miasta.

Miasto leży w środkowej części prefektury, graniczy z:
- Nagoja
- Ōbu
- Kariya
- Tōgō

## Historia
- 1 października 1889 roku – w powiecie Aichi powstała wioska Toyoake[1].
- 10 maja 1906 – wioska połączyła się z wsią Kutsukake (jap. 沓掛村)[1].
- 1 stycznia 1957 roku – Toyoake zdobyła status miasteczka („chō”)[1].
- 1 sierpnia 1972 roku – Toyoake zdobyło status miasta[1].

## Populacja
Zmiany w populacji Toyoake w latach 1970–2015:
| Rok  | Populacja |
| ---- | --------- |
| 1970 | 29 776    |
| 1975 | 45 837    |
| 1980 | 54 667    |
| 1985 | 57 969    |
| 1990 | 62 160    |
| 1995 | 64 869    |
| 2000 | 66 495    |
| 2005 | 68 285    |
| 2010 | 69 745    |
| 2015 | 69 127    |

## Miasta partnerskie
- Japonia: Toyone, Agematsu
- Australia: Shepparton